# Bardwell (Kentucky)
Bardwell es una ciudad ubicada en el condado de Carlisle en el estado estadounidense de Kentucky. En el Censo de 2010 tenía una población de 723 habitantes y una densidad poblacional de 465,26 personas por km².

## Geografía
Bardwell se encuentra ubicada en las coordenadas 36°52′22″N 89°0′36″O / 36.87278, -89.01000. Según la Oficina del Censo de los Estados Unidos, Bardwell tiene una superficie total de 1.55 km², de la cual 1.55 km² corresponden a tierra firme y (0%) 0 km² es agua.

## Demografía
Según el censo de 2010, había 723 personas residiendo en Bardwell. La densidad de población era de 465,26 hab./km². De los 723 habitantes, Bardwell estaba compuesto por el 95.44% blancos, el 2.21% eran afroamericanos, el 0.55% eran amerindios, el 0.14% eran asiáticos, el 0% eran isleños del Pacífico, el 0.69% eran de otras razas y el 0.97% pertenecían a dos o más razas. Del total de la población el 3.32% eran hispanos o latinos de cualquier raza.